# Graduiertenakademie
Eine Graduiertenakademie bietet eine überfachliche Beratung, Weiterbildung und Förderung für Doktoranden und PostDocs an.

## Organisation
Die  Graduiertenakademie ist eine Einrichtung von Universitäten, um gezielte Angebote zur überfachlichen Beratung, Weiterbildung und Förderung für Doktoranden und PostDocs zu ermöglichen. Damit sollen die jungen  Wissenschaftler beim Erstellen ihrer Dissertation sowie bei der individuellen Karriereplanung unterstützt werden. Dabei werden auch Aspekte der Teamentwicklung, Vernetzung und Familie berücksichtigt.
Eine Graduiertenakademie wendet sich an Individualpromovierende und PostDocs der jeweiligen Universität. Das Angebot kann verschiedene Formen wie Infoveranstaltungen, Seminare, Workshops und Summer Schools annehmen und konzentriert sich inhaltlich auf die Stärkung von Schlüsselkompetenzen, Teamarbeit und die Unterstützung bei der Karriereentwicklung. 
Finanziert werden derartige Graduiertenakademien sowohl von Universitäten, von Stiftungen oder aus Mitteln der Exzellenzinitiative. Häufig sind es Mischfinanzierungen, die aus vorstehenden Einrichtungen gespeist werden.

## Leistungen
Die im Rahmen der Graduiertenakademie angebotenen Seminare und Workshops vermitteln Kenntnisse zu folgenden Themen, die auf den Bedarf der Doktoranden zugeschnitten sind. 
- Sprachangebote
- Teamentwicklung
- Zeitmanagement
- Wissenschaftliches Schreiben
- Projektmanagement
- Soziale Kompetenz
- Persönlichkeitsentwicklung
- Präsentation (Darstellung, Stimme, Sprechausdruck)
- Einwerben von Drittmitteln
- Presse- und Öffentlichkeitsarbeit für die Wissenschaft